# Leptonema sparsum
Leptonema sparsum är en nattsländeart som först beskrevs av Georg Ulmer 1905.  Leptonema sparsum ingår i släktet Leptonema och familjen ryssjenattsländor. Inga underarter finns listade i Catalogue of Life.